# Thiénalprazolam
 (décembre 2014).
Si vous disposez d'ouvrages ou d'articles de référence ou si vous connaissez des sites web de qualité traitant du thème abordé ici, merci de compléter l'article en donnant les références utiles à sa vérifiabilité et en les liant à la section « Notes et références ».
Le Thiénalprazolam, appelé à l'origine par le nom commun deschloroétizolam, est un composé organique appartenant à la famille des thiénodiazépines. Vendu sur internet après le contrôle de son analogue chloré, l'étizolam.

## Repères
Le thiénalprazolam est la version thiophène de l'alprazolam, c'est-à-dire que le cycle benzénique a été remplacé par un cycle thiophène. On peut également dire que c'est la version « deschlorée » de l'étizolam, étant la même molécule sans l'atome de chlore en position R2' (schéma visible en haut de l'article Benzodiazépine).

Molécule d'alprazolam

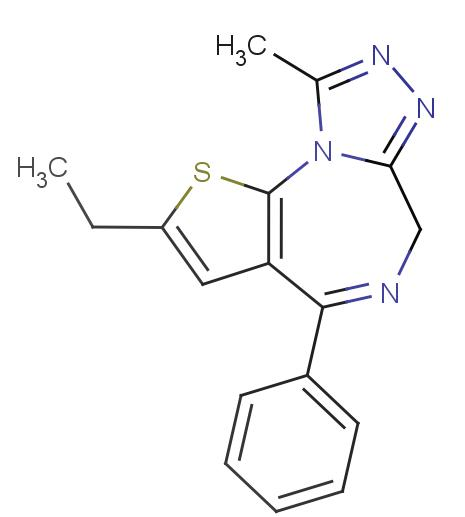
Molécule de thiénalprazolam

## Dosage et équivalence
La comparaison entre le dosage de la benzodiazépine triazolam et celui de la thiénodiazépine étizolam, suggère, en plus d'autres comparaisons non citées ici, que l'équivalence pour dix milligrammes de diazépam serait d'environ deux à quatre milligrammes de thiénalprazolam. Aucune étude scientifique ne peut étayer ce dosage, mais selon les études netnographiques et l’étude de sa structure chimique, le deschloroetizolam serait deux fois moins puissant que l’étizolam. Par convention, on retient donc que 2mg de thiénalprazolam correspondent à 10mg de diazépam.
Il faut noter que les triazolobenzodiazépines, c'est-à-dire les benzodiazépines qui ont un cycle triazolo, ont une marge thérapeutique bien supérieure aux autres benzodiazépines et, comme la buprénorphine, il semble qu'une fois un certain dosage atteint, les effets n'augmentent plus. Ce qui n'est pas le cas avec les autres benzodiazépines.

## Indications
Le deschloroetizolam est une molécule de recherche scientifique et n’a aucune indication médicale.
Cependant, le thiénalprazolam, s’il était commercialisé, serait indiqué pour traiter l'anxiété, surtout quand celle-ci s'accompagne de troubles gênants pour le patient ou son entourage. L'anxiété peut en effet se traduire par des crises d'angoisse qui rendent celui qui en fait invalide et peuvent entraîner chez lui une souffrance extrême.
Et comme sa version benzodiazépine, l'alprazolam, le thiénalprazolam a principalement pour effet d'être anxiolytique aux dosages thérapeutiques (1 à 4 mg par prise). Il partage cependant de grandes similitudes avec l’etizolam, avec un effet hypno-sédatif marqué à des dosages thérapeutiques (2 - 8 mg).
Le deschloroetizolam, bien qu’ayant un caractère principalement anxiolytique, possède les  autres effets communs aux benzodiazépines : il est ainsi amnésiant (comme l’alprazolam), myorelexant, et dans une mesure complètement inconnue anticonvulsivante. Plus la dose prise est importante, plus ces effets seront marqués.

## Contre-indications
Les personnes présentant les symptômes suivants sont invitées à faire très attention et/ou dans le cas d'une automédication d'en parler au  médecin prescripteur :
- des difficultés respiratoires chroniques non spécifiques : une dose plus faible sera alors envisagée ;
- une maladie des reins ou du foie : dans ce cas il ne faut jamais prendre de thiénalprazolam  ;
- les personnalités « addictives » : le thiénalprazolam  étant apparenté aux benzodiazépines, il s'installe rapidement une dépendance et cela peu importe les doses prises ;
- les personnes âgées : les effets secondaires sont majorés et il y a  risque de chute du fait des propriétés myorelaxantes inhérentes aux benzodiazépines ;
- les personnes qui suivent un traitement à la clozapine, un neuroleptique : dans ce cas le médecin décidera de débuter avec un dosage plus faible ;
- les femmes qui prennent des contraceptifs oraux, quelle que soit la génération : l’effet du thiénalprazolam peut être amplifié.

Les situations suivantes invite également à une extrême vigilance :
- la prise de boissons alcoolisées majore, c'est-à-dire augmente, les effets secondaires proportionnellement à la dose d'alcool prise : sédation, amnésie, désinhibition et dépression du système nerveux central ;
- les personnes consommant des opiacés, comme la morphine ou la buprénorphine, et particulièrement si cette consommation est à but récréatif (injecté ou grandes quantités consommées), car l'association des benzodiazépines avec les opiacés, tous deux dépresseurs du système nerveux central, peuvent entraîner un arrêt respiratoire conduisant à la mort. Ce risque étant majoré et très important si la personne n'a aucune tolérance ou peu avec ces produits.
- la prise conjointe avec de la cimétidine ou de l’oméprazole, des médicaments utilisés pour traités les ulcères digestifs : l’effet du thiénalprazolam peut être prolongé ;
- la conduite de véhicule, que ce soit d’ordre privé ou professionnel, car le thiénalprazolam sous sa forme à 12 mg est classé au niveau 3 pour la conduite, ce qui signifie qu’il faut être extrêmement vigilant surtout si c’est un début de traitement ou que la personne n’est pas habituée aux effets des benzodiazépines ou des thiénodiazépines.

## Effets indésirables
Le thiénalprazolam, comme tout autre médicament, peut avoir des effets indésirables :
- très fréquents :
  - somnolence,
- fréquents :
  - palpitations,
  - bouche sèche,
  - troubles digestifs,
  - fatigue,
  - faiblesse musculaire,
  - sensation d'ivresse,
  - baisse de la libido,
  - douleurs articulaires,
  - vertiges,
  - tremblement,
  - difficultés d'élocution,
  - maux de tête,
  - cauchemars,
  - ralentissement des idées,
  - transpiration excessive,
  - éruption cutanée,
- peu fréquents :
  - vision double,
  - gonflements des pieds,
  - troubles de la mémoire (en particulier chez la personne âgée),
  - diminution de la vigilance,
  - convulsions,
  - irritabilité,
- rares :
  - troubles urinaires et sexuels,
  - développement des seins chez l'homme,
  - anomalies sanguines.

Chez certaines personnes ou lors de consommations élevées peuvent survenir :
- réactions paradoxales avec augmentation de l'anxiété ;
- agitation ;
- agressivité ;
- confusion des idées ;
- hallucinations ;
- amnésie antérograde, cela veut dire que la personne peut avoir un comportement de communication avec des personnes qu’elles soient ou non de son entourage sans que sa prise importante de benzodiazépine se remarque, et la personne n’aura aucun souvenir de ces contacts et de leurs contenus à part, parfois, quelques images qui peuvent lui revenir.

## Tolérance, dépendance
Comme toutes les benzodiazépines, le thiénalprazolam provoque une tolérance et une dépendance.
Elle est cependant moins marquée qu'avec la plupart des autres benzodiazépines comme notamment celle qui ont un atome de chlore en position R2’ et qui se traduit par une puissance accrue. 

## Mécanisme d'action
Le thiénalprazolam, comme toutes les benzodiazépines et apparentées, vont activer le système de frein du cerveau. Le GABA est le principal neurotransmetteur inhibiteur du système nerveux central. En temps normal, le GABA agit comme le ralentisseur du système nerveux central en se fixant sur les récepteurs appelés GABAA, ou pour être plus précis et comprendre la suite, sur une partie du récepteur qui lui est réservé. Il régule l’activité cérébrale en laissant passer un flux d'ions chlorure (Cl−) chargés négativement plus ou moins important selon les besoins ce qui polarise négativement la membrane post-synaptique du neurone récepteur (neurone post-synaptique).
Les benzodiazépines quant à elles vont se fixer sur une partie du récepteurs GABAA qui leur sont propres, partie réservée on peut dire car à ce jour on observe que seules les benzodiazépines se fixent sur cette partie du récepteur, qui pour le coup est appelé « site benzodiazépine » (site BZD), comme la partie où se fixe le GABA est appelée « site GABA ». Les benzodiazépines en se fixant sur la partie du récepteur qui leur correspondent vont ainsi favoriser les effets du GABA ; cela va entraîner un passage accru d'ions chlorure (Cl−) et de fait entraîner une inhibition plus ou moins forte du système nerveux central en fonction de la dose consommée.

## Surdosage
Un surdosage de thiénalprazolam se caractérise par de la fatigue, accompagnée d’un manque de coordination des mouvements et de la confusion.
Il faut être vigilant en cas de surdosage aux produits que la personne a éventuellement pris en même temps. Si la personne est inconsciente il faut appeler les secours.

## Antidote
Il existe un antidote, appelé le flumazénil, disponible uniquement sous forme injectable et réservé dans la plupart des cas au cadre hospitalier. C’est un antagoniste compétitif des récepteurs des benzodiazépines et il annule ses effets. Cependant, la vigilance est de mise car bien que l’apparition des effets soit très rapide, la demi-vie du flumazénil est très courte et de ce fait les personnes traitées par le flumazénil doivent rester sous surveillance médicale jusqu’à l’arrêt des effets de la benzodiazépine incriminée.

## Triazolobenzodiazépines
On connait huit triazolobenzodiazépines :
- le thiénalprazolam ;
- l'adinazolam ;
- le triazolam ;
- l'étizolam ;
- le pyrazolam ;
- l'alprazolam ;
- le clonazolam ;
- le flubromazolam.

La recherche scientifique travaille sur ces composés car autant avec les barbituriques on savait que l'on pouvait progresser, autant les benzodiazépines sont la fin de la course à la recherche de l'anxiolytique parfait[réf. nécessaire].
Les triazolobenzodiazépines sont une voie qui semble prometteuse. L'anxiolytique idéal n'a pas de tolérance, pas ou très peu d'effets secondaires et éclipsera le diazépam (Valium), du fait de sa demi-vie extrêmement longue (cinq jours) et de l'accumulation qui s'ensuit chez un consommateur régulier : fatigue, dépression, envie de rien faire et de dormir.